# Мохаммад Натсір
Мохаммад Натсір (індонез. Mohammad Natsir; 17 липня 1908 — 6 лютого 1993) — індонезійський політичний, релігійний і громадський діяч, прем'єр-міністр країни у 1950—1951 роках, двічі очолював міністерство інформації (1946—1947, 1948—1949).

## Життєпис

### Ранні роки
Народився 17 липня 1908 року у захднояванському селі Алахан-Панджангу родині державного службовця. 1916 року вступив до нідерландської школи для корінного населення у Паданзі. За місяць перевівся до аналогічної школи у Солоку, під час навчання в якій, у вільний від занять час, займався самостійним вивченням ісламу. 1919 року разом зі своєю дружиною перевівся назад у Паданг, де 1923 року продовжив навчання у середній школі.
У 1920-их роках Натсір почав займатись громадською діяльністю, вступивши до Союзу молодих мусульман. У той же час він брав уроки гри на скрипці.
Після закінчення школи переїхав до Бандунга, де продовжив навчання у звичайній середній школі. Від 1928 до 1932 року обіймав посаду керівника Асоціації молодих мусульман у Бандунзі. Пройшовши дворічне навчання в педагогічному коледжі для корінних жителів, розпочав педагогічну діяльність.
У молодому віці Натсір активно займався журналістикою. Від 1929 до 1935 року був одним з редакторів газети «Пембела Іслам» («Захисникіи ісламу»), писав статті на релігійну тематику для газет «Панджі Іслам» («Прапор ісламу»), «Педоман Машаракат» («Провідник народу») й «Аль-Манар» («Смолоскип»). 1930 року він заснував школу «Пендідікан Іслам» («Ісламська освіта»), що існувала до 1942 року, коли Індонезія була окупована Японією.

### Політична кар'єра

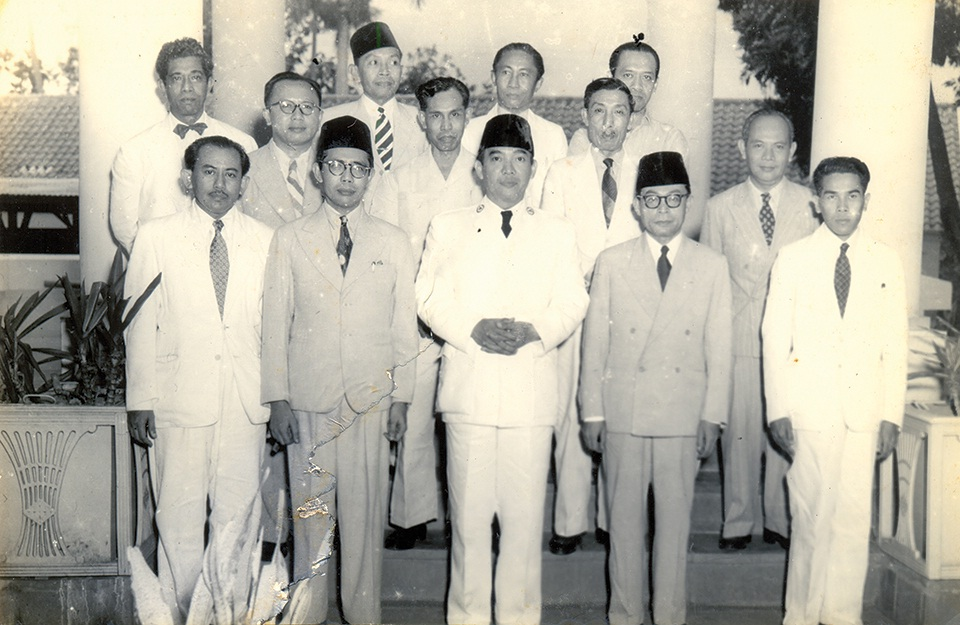
Натсір і міністри його кабінету з президентом Індонезії Сукарно й віце-президентом Хаттою

1938 року Натсір вступив до лав Індонезійської ісламської партії, від 1940 до 1942 року очолював її відділення у Бандунзі. Під час японської окупації вступив до партії Машумі, 1945 року був обраний одним з її лідерів, залишаючись на посту до заборони партії 1960 року.
Після проголошення незалежності Індонезії Натсір увійшов до складу Центрального національного комітету Індонезії. Займав пост міністра інформації в урядах Шаріра й Хатти. 3 квітня 1950 року за ініціативою Натсіра в Індонезії розпочався процес, в результаті якого федеративна Республіка Сполучені Штати Індонезії, утворена за підсумками Гаазької конференції круглого стола та яка складалась з 17 державних утворень, була перетворена на унітарну Республіку Індонезію. Від вересня 1950 до квітня 1951 року Натсір очолював індонезійський уряд.
За часів так званої «спрямованої демократії» Натсір перейшов в опозицію до президента Сукарно, входив до складу Революційного уряду Республіки Індонезії (РУРІ). Після розгрому сил РУРІ урядовими військами Мохаммад був заарештований та перебував в ув'язненні у Малангу від 1962 до 1964 року. У липні 1966 року був звільнений.

## Подальша діяльність
Пізніше брав активну участь у діяльності ісламських організацій, таких як Majlis Ta'sisi Rabitah Alam Islami и Majlis Ala al-Alami lil Masjid у Мецці, Оксфордський центр ісламських досліджень і Всесвітній мусульманський конгрес у Карачі. Був засновником фонду «Рада з поширення ісламу в Індонезії». Критикував політику нового Сухарто, зокрема, підписав звернення 50 відомих державних і громадських діячів до уряду, що містило критику дій президента.

## Звання та нагороди
1967 року Натсір отримав почесний докторський ступінь з літератури від Ісламського університету Лівану, а 1980 року — Міжнародну премію короля Фейсала. 1991 року став почесним доктором двох малайзійських університетів — Національного університету Малайзії та Наукового університету Малайзії. 1998 року Указом президента Індонезії Натсір був посмертно нагороджений Орденом «Зірка Республіки Індонезії» 2-го ступеню. 10 листопада 2008 року отримав звання Національного героя Індонезії.